# Knipp (Speise)

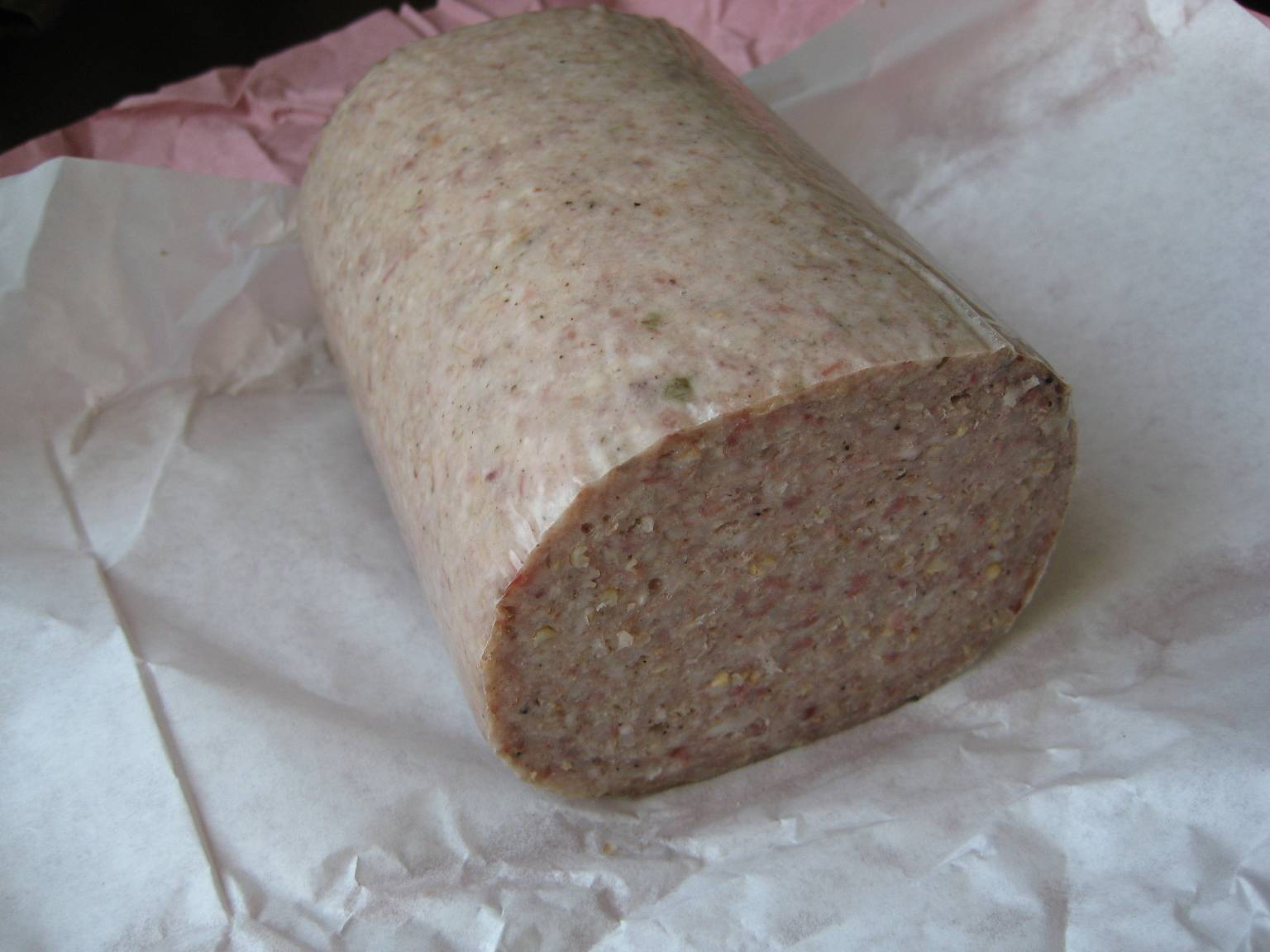
Knipp, roh

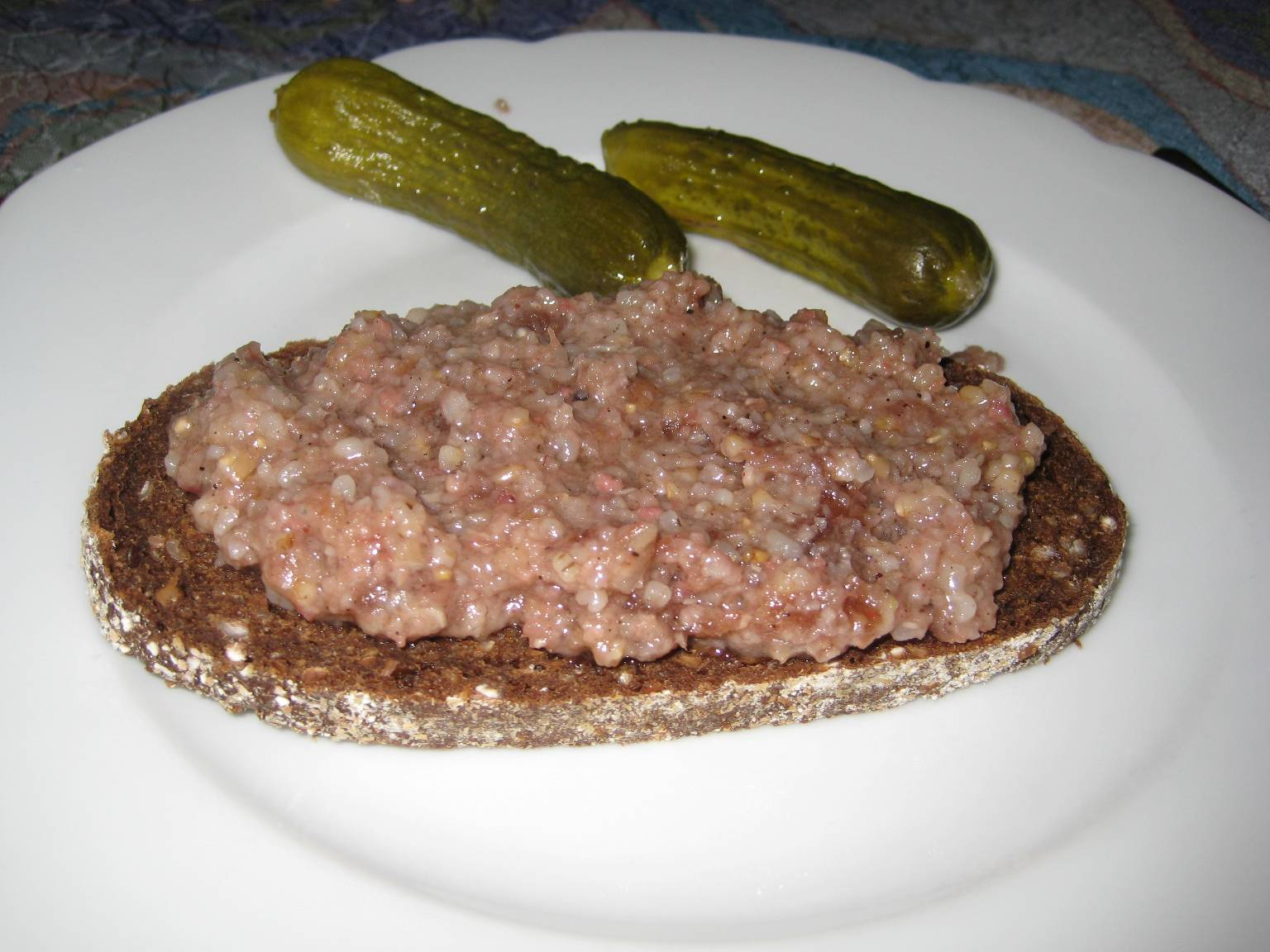
Knipp, warm auf Vollkornbrot

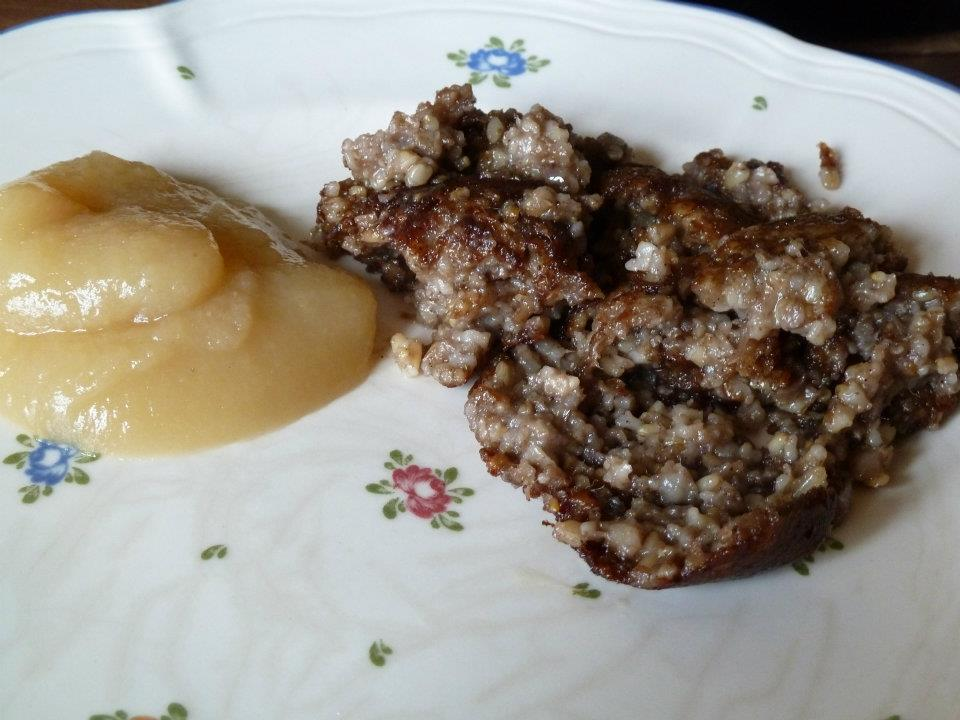
Gebratene Knipp mit Apfelmus als Beilage

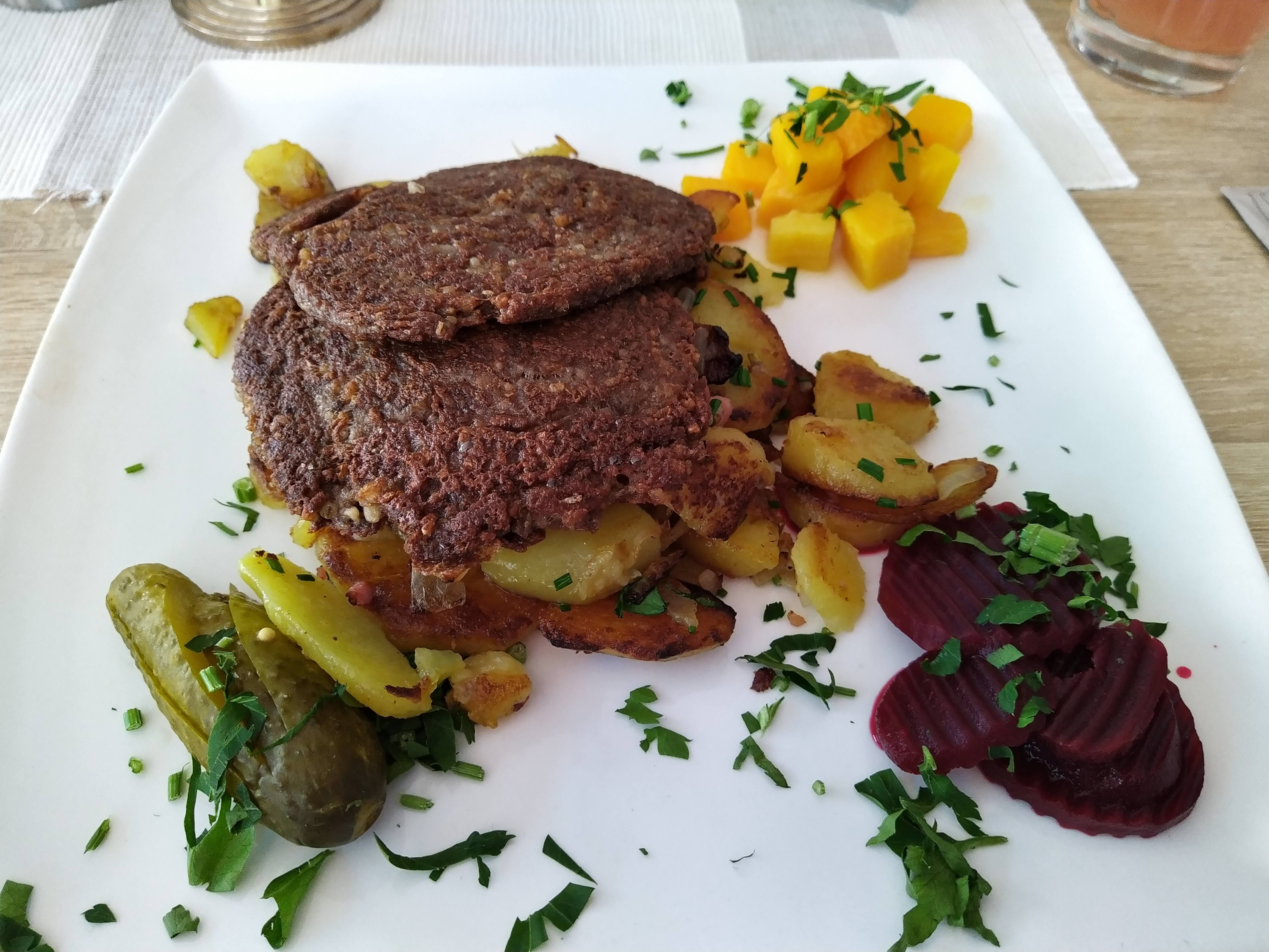
Bremer Knipp in Scheiben mit Bratkartoffeln

Knipp (auch Hackgrütze oder Hackewack, im hannoverschen Raum – dem Calenberger Land – auch Calenberger Pfannenschlag) ist eine der Pinkel verwandte Grützwurst. Sie ist eine Spezialität in Bremen sowie in einigen Regionen Niedersachsens. Knipp galt lange als „Arme-Leute-Essen“, da sie ihren Ursprung in der Verwertung von Schlachtresten hat.
Hergestellt wird Knipp beispielsweise aus Hafergrütze, Schweinskopf, Schweinebauch, Schwarte, Rinder- oder Schweineleber und Brühe, Schmalz oder Speck, Zwiebeln und Kräutern, gewürzt mit Salz, Piment und Pfeffer. Die Rezepte variieren. Üblicherweise wird Knipp in etwa 30 cm langen und 10–15 cm dicken Würsten als „Stange“ oder „Rolle“ verkauft.
Angeboten und verzehrt wird die Grützwurst gebraten, nur mit Brot, oder mit Brat- oder Salzkartoffeln und Gurke, süß-saurem Kürbis, Sauerkraut, Apfelmus und Roter Bete oder auch kalt oder warm auf Vollkornbrot. Teilweise werden auch kross gebratene Scheiben von Beutelwurst (eine Blutwurst mit Grütze, in Oldenburg, Ammerland und Friesland auch als Blutballen oder einfach Blutwurst bekannt) zum Knipp gereicht – dieses Gericht wird plattdeutsch als Knipp un Büddelwurst oder im Ammerland und Oldenburgischen als Hackgrütt un Bloodballen bezeichnet.
In der Lüneburger Heide wird Knipp mit Heidschnuckenfleisch hergestellt und ist als Heidjer Knipp bekannt.